# Li Li
Li Li (kinesiska: 李笠?, pinyin: Lǐ Lì), född 20 januari 1961 i Shanghai, Kina, är en kinesisk-svensk poet och översättare.

## Liv och författarskap
Li läste språk, inklusive italienska och svenska, på universitetet i Peking och kom till Sverige som utbytesstudent 1988. Samma år publicerades två dikter av honom, Elegi och Den svarta korridoren, i Bonniers Litterära Magasin. Efter massakern på Himmelska fridens torg i juni 1989 beslöt han sig för att stanna i Sverige. Samma år bokdebuterade han som poet på svenska med diktsamlingen Blick i vattnet. Han har översatt svenska poeter till kinesiska och kinesiska poeter till svenska.
Han var tidigare bosatt i Stockholm men har senare flyttat tillbaka till Shanghai.
Till återkommande motiv i Lis lyrik hör Stockholm och den svenska glesbygden, särskilt på Gotland, samt exil. Litteraturkritiker, bland andra Clemens Altgård, har jämfört hans originella bildspråk med Tomas Tranströmers och Werner Aspenströms.. Tonsättaren Tebogo Monnalgotla har tonsatt flera av Lis dikter, bl.a. Bambu i björkars språk, som vann pris i Rostrum for composers 2006.
Li är gift med den svenska diplomaten Viktoria Li.

## Priser och utmärkelser
- 1995 – Stipendium från Bonniers på 30 000 kr[10]
- 2008 – Svenska Dagbladets litteraturpris för diktsamlingen Ursprunget[11]
- 2009 – Klockrikestipendiet till Harry Martinsons minne[12]

### Diktsamlingar
- Li, Li; Qin Dali, Dali Qiu (illustrationer) (1988). Sömnlös. Colibri-serien, 99-0176335-5 ; 16. Åhus: Kalejdoskop. Libris 7676131. ISBN 91-7936-011-4
- Blick i vattnet: dikter. Stockholm: Alba. 1989. Libris 7642732. ISBN 91-7458-095-7
- Tidens tyngd: dikter. Stockholm: Alba. 1990. Libris 7642809. ISBN 91-7458-181-3
- Att fly: dikter. Stockholm: Bonnier Alba. 1994. Libris 7247505. ISBN 91-34-51505-4
- Retur: dikter. Stockholm: Bonnier Alba. 1995. Libris 7247664. ISBN 91-34-51739-1
- En plats som är du: dikter. [Stockholm]: Albert Bonnier. 1999. Libris 12550316. ISBN 91-34-51992-0
- Ursprunget. Stockholm: Lejd. 2007. Libris 10610110. ISBN 978-91-85725-03-8
- Från Sömnlös till Ursprunget. Malmö: Smockadoll. 2021. Libris gvl8l6p2dvh458cg. ISBN 9789189099173
- Där blicken stannar. Malmö: Smockadoll. 2021. Libris p3thtfz2mxxdx571. ISBN 9789189099180

### Övrigt
- Lennartsson, Anders (1992–). Den kinesiska almanackan för .... Skarpnäck: Bokförlaget Tranan. Libris 4113349
  - Tuppens år 1993 (även med Cheng Du), 1992
  - Hundens år 1994 (även med Cheng Du), 1993
  - Grisens år 1995 (även med Cheng Du), 1994
  - Råttans år 1996 (även med Cheng Du), 1995
  - Oxens år 1997 (även med Cheng Du), 1996
  - Tigerns år 1998 (även med Cheng Du), 1997
  - Kaninens år 1999 (även med Cheng Du), 1998
  - Drakens år 2000 (även med Cheng Du), 1999
  - Hästens år 2002, 2001

- Spoerer Juan Diego, Kayat Claude, Cederberg Jörgen, Li Li, red (1997). ”Hemma i exilen.”. Mera ordbruk (Stockholm : Sveriges radio, 1997):  sid. 152-163. Libris 2354379

### Översättningar
Till kinesiska:
- Espmark, Kjell; Li Li (1991) (på kinesiska). Yiwang de guitu. Shanghai: Lijiang chubanshe. Libris 6099638. ISBN 7-5407-0646-5
- Tranströmer, Tomas; Li Li (2001) (på kinesiska). Telangsiteluomu shi quanji (Samlade dikter). Haikou: Nanhai chuban gongsi. Libris 8846510. ISBN 7-5442-1812-0

Från kinesiska:
- En tunga ska växa ut: ny kinesisk dikt. Stockholm: Föreningen Karavan. 2007. Libris 10485722
- Xi, Chuan; Li Li (2009). Ansikte och historia. Stockholm: Wahlström & Widstrand. Libris 11487693. ISBN 978-91-46-22030-5